# Zasada terytorialności prawa
Zasada terytorialności prawa – zasada prawa, według której jednostka podlega pod dany system prawny zależnie od terytorium, na którym się znajduje. Stanowi ona przeciwieństwo zasady osobowości prawa.

## Historia
Początkowo, zgodnie z zasadą osobowości prawa, poszczególne szczepy ludności rządziły się każdy swoim prawem. Z biegiem czasu różne ludy i szczepy zaczęły mieszać się ze sobą, co zaczęło rodzić poważne trudności natury prawnej. Sędziowie musieli znać, a także umieć odpowiednio stosować różne systemy prawne w zależności od oświadczeń (professio iuris) uczestniczących w procesie stron. Sprawa była mniej trudna, gdy obie strony podlegały temu samemu prawu. Gorzej, gdy obie strony rządziły się różnymi prawami. Ustalenie właściwości prawa w sprawach bardziej skomplikowanych jak np. w sprawie spadkowej po rodzicach różnego pochodzenia, bywało częstokroć nierozwiązywalne. Ze względu na poziom skomplikowania spraw, działalność sądów prowadziła do stopniowego wykształcenia się osobnych, lokalnych praw zwyczajowych stosowanych w sposób terytorialny.
Datuje się, że na terenie Francji już od X w. zaprzestano stosowania zasady osobowości prawa na rzecz zasady terytorialności prawa. Wraz z krzepnięciem organizacji państwowej w czasach wczesnego średniowiecza, więzy rodowe ustępują więzom terytorialnym, a pierwotna zasada osobowości prawa ustępuje zasadzie terytorialności prawa.